# Bluffview
Bluffview – jednostka osadnicza w Stanach Zjednoczonych, w stanie Wisconsin, w hrabstwie Sauk.